# Fresnoy-le-Château

Fresnoy-le-Château este o comună în departamentul Aube din nord-estul Franței. În 1 ianuarie 2022 avea o populație de 285 de locuitori.